# 質量
質量（しつりょう、羅: massa、希: μᾶζα、独: Masse、英: mass）とは、物体を構成する不変な物質の量を指す語で、物体の動かしにくさの度合いであり、重力源でもある。

## 概説
質量という概念は、動力学や力学の発達と伴って変化している。
物理学的にはかつて、動かし難さを指す慣性質量 (inertial mass)と、万有引力による重さの度合いを指す重力質量 (gravitational mass)の二通りの定義が存在したが、現在の物理学では等価とされている（等価原理）。
慣性質量と重力質量の等価性は、重力加速度を定めることで説明できる。物体に働く「重力は”重力質量”と重力加速度の積」であり、また、「重力と”慣性質量”の比」が重力加速度となる。
質量の発生原理としてヒッグス機構が有力視されているが完全には分かっていない。
質量は、日常的には重さとして捉えやすく混同されがちである。物体の重さとは、その物体が受ける「重力の大きさ」である。よって、重力場の異なる場所（例えば月と地球とで地表の重力加速度は異なる）では、同一質量の物体を用意したとしても、その重さは異なる。
以上は物体の固有な量としての質量についてであるが、金属などの結晶中を運動する電子など、特殊な状況において質量に相当するような量を考える場合があり、通常の質量と区別して有効質量 (effective mass) などと呼ばれる。

## 質量と重量との区別
計量の分野において、質量は長さ、時間と共に極めて重要な「物象の状態の量」（物理量をいう計量用語）とされる。日本の計量法第2条第1号の72個の物象の状態の量の列挙では、質量は時間の次の第2番目に掲げられている。
しかし日常的には「重量」または「重さ」の語が伝統的に用いられてきており、計量分野や理科教育分野では、この重量（重さ）と質量の違いを峻別することが求められる。

### 重量の2つの意味
重量は質量を示す場合と周囲に及ぼす荷重を示す場合とがある、日常的には区別する必要のない場面も多い。
1. 質量を意味する場合：この場合は、単に質量の語に置き換えることができる。「物象の状態の量」としては「質量」であり、そのSI単位は､キログラム（kg）である（他にグラム、トンなどがある）。
2. 周囲に及ぼす荷重を意味する場合：この場合の「物象の状態」は力であり、そのSI単位はニュートン（N）である他にkg重など。

### 法令中の用例
以上の2つの意味があることによって、次の例に見るように日本の法令上の扱いもまちまちである。食品表示基準のように一法令の中に「質量」と（質量の意の）「重量」が混在している場合もある。
- 自動車の規格を規制している道路運送車両法においては、「車両総重量」の語を自動車の総質量の意味で用いている（車両総重量#定義）。しかしISOとJISの自動車用語の規格においては、「自動車総質量」の語を用いている。

- 不当景品類及び不当表示防止法（景品表示法）に基づく「家庭電気製品製造業における表示に関する公正競争規約」は電化製品のカタログや取扱説明書の記載方法を規制しているが、テレビ・冷蔵庫などの諸元を表示する場合は、例えば「テレビジョン受信機本体の大略質量を「kg又はキログラム」で表示すること。」と規定しており、重量の語を全く用いていない[7]。

- 食品表示法に基づく食品表示基準では、その別表第9の炭水化物と糖質の測定方法では「質量」の語を用いている[8]。しかし、その他の約400箇所においては「重量」の語を用いている[9]。これらは「重量（g）」の語などが示すとおり、その意味は質量である。

- 日本食品標準成分表の2015年版（七訂版）までは、食品の質量として「重量」の語を用いていたが、教育面での配慮から2020年版（八訂版）では、正しく「質量」の語を用いている。ただし、調理前後の質量の増減を示す数値のみは、2015年版と同様に「重量変化率」としている[10]。

- 理科教育振興法施行令（昭和二十九年政令第三百十一号）は、質量の計量器（つまり秤のこと）を小中高校の理科教育のための設備として必要なものと指定している[11]。

## 質量の概念
より正確な記述は後述することにして、「質量の概念」や「質量・重量（重さ）の違い」について概略を述べる。
バケツやコップに水を注ぐと、注いだ分だけバケツやコップの重さが増す。このことは、容器を変えても同様であり、水の量（体積）に応じて水の重さが変わることが分かる。また、同じ容器に水ではなく水銀などを入れると、同じ大きさの容器かつ同じ体積であるにもかかわらず、入れた物質によって「重さ」が異なることが分かる。このように、物の重さはその物の種類と量によって異なり、逆に同じ重さであっても異なる種類と量の物を用意することができる。このことから、様々な物体に共通する、物体の重さを支配する量が存在すると期待できる。後述するように、このような役割を果たす物体固有の量が、質量である。
物を支える際に感じる「重さ」以外にも、物を動かしたときにもその物体の「重さ」を感じることができる。台車に荷物を載せて運ぶ際、台車を動かし始めるときや動いている台車を止めるとき、たとえ同じ速さで台車が動いていたとしても（あるいは動いていなかったとしても）、台車に載せた積荷の量によって感じる手応えは異なる。このように、物体の動かし難さとしての「重さ」が存在し、それは物体の種類と量によって異なるため、先ほどの場合と同様に物体がある種の「質量」を持っていると考えられる。
物体を支える際に感じる「重さ」は、その物体を支えるものがなければ物体は落ちていってしまうので、物の落下する性質に関係する。物体が落下しようとする力を重力と呼び、これに関係する質量を重力質量と呼ぶ。重力質量の大きさは天秤を用いて測ることができる。同じ重力質量を持つ物体同士は重さも等しいので、天秤に載せると互いに釣り合う。基準となる物体を用意することで、基準に対する比として重力質量が定まる。
物体を動かす際に感じる「重さ」は、静止している物体は静止し続け、ある速さで運動する物体は同じ速さで運動し続けようとする性質、すなわち物体の慣性に関係する。これに関連する質量を慣性質量と呼ぶ。慣性質量は、たとえばハンマー投げのように物体を円運動させたときに感じる手応えによって知ることができる。慣性質量の異なる物体を同じように円運動させたとき、慣性質量が大きいほど円運動を維持するのに必要な力は大きくなる。
経験的に、慣性質量の大きな物体は重力質量が大きい、つまり「地球の重力で引っ張られて重い」（持ち上げにくい）と感じられる物ほど、「無重力状態でも動かしにくい」ことが知られている。この事実から、慣性質量と重力質量の違いに因われることなく、物体の重さを感じることができる。この慣性質量と重力質量の関係性を直接的に示すものが落体の法則である。落体の法則によれば、自由落下する物体の運動は、物体の重力質量に依らず同じであり、このことから重力質量と慣性質量が等価であることが導かれる。重力質量と慣性質量の等価性から、両者を区別することなく、単に質量と呼ぶことができる。この現象は、基本的には一般相対性理論の等価原理によって説明される。

## 二つの質量
質量の定義説明には慣性質量と重力質量の 2 通りある。

### 慣性質量
慣性質量（inertial mass）mI はニュートンの運動方程式において導入される量である。
物体に作用する力 F と物体の加速度 a の比例係数として次の様に表される。
{\displaystyle m_{\mathrm {I} }{\boldsymbol {a}}={\boldsymbol {F}}.}
これは実際に実験を行い、物体を（ばねの変形などによる）既知の力で引っ張ったときの加速度を調べ、比例係数を計算することで求められる。慣性質量は物体の動きにくさ（あるいは止まりにくさ）を表す値であるといえる。

### 重力質量
重力質量（gravitational mass）mG は重力（万有引力によって生じる駆動力あるいは周囲におよぼす荷重）を起こす質量のことである。
物体に作用する重力 FG とその場所での重力加速度 g により次の様に表される。
{\displaystyle {\boldsymbol {F}}_{\mathrm {G} }=m_{\mathrm {G} }{\boldsymbol {g}}}
これは体重計などで計ることができる、「重さ」による質量の捉え方である。

### 等価原理
両者は全く別の事象であるが、これらは同一の値を取る。この経験則を等価原理といい、エトヴェシュ・ロラーンドなどが行った実験により高い精度で示されている。落体の法則や振り子の等時性といった法則は、この原理のために成り立っている。だが、なぜ慣性質量と重力質量が同じ値をとるのかという理由は、現在でもわかっていない。慣性質量が生じる仕組みについてはヒッグス粒子によるヒッグス機構が唱えられているが、これは重力質量にはあてはまらない。重力質量発生のしくみは重力子交換によるものであると考えられている。

## 相対論的質量
光速に近い速度で運動する物体の質量が増えるといわれることがある。これは相対論的質量とよばれる考え方で、速度の大きな物体についてF = m a が成り立つように相対論的効果を質量に押し付けた場合に現れる。現在では、このような相対論的質量の考え方を用いないのが一般的である。詳しくは特殊相対性理論を参照。

## E=MC^2
特殊相対論において、光のエネルギーが観測者の速度に寄って増減して見えることが示された。これが光源の運動エネルギーの観測者に寄る増減と釣り合って保存すると考えたときに、
{\displaystyle Cmv^{2}\fallingdotseq {\frac {v^{2}}{c^{2}}}L}
という近似式が導かれる。Cが定数、mが光源の質量、vが光源との速度、cが光速、Lが光源から見た光のエネルギー（光は光源から光軸の正負２方向均等に放射する前提）。
上式の右辺は、光源から見た光エネルギーLに対する、（光放射方向の）速度vで移動する観測者にとっての増加分である。それと釣り合うはずの、観測者速度に依存する運動エネルギーの変化分が左辺である。両辺にv^2があるからこの関係は観測者速度に寄らない。そして放射された光エネルギーLと釣り合うだけの{\displaystyle Cm={\frac {L}{c^{2}}}}なる値の質量変化が光源に起きているはずで、光によって慣性量が輸送されることが示唆される。
　というのがアインシュタインによる[[質量とエネルギーの等価性]についての指摘である。（特殊相対論の2本目とされる文書“Ist die Trägheit eines Körpers von seinem Energieinhalt abhängig? [物体の慣性は、そのエネルギーの大きさに依存するか]”）
　なお、電磁波の等価質量についてはアインシュタインや相対論以前から議論されていた。

## 他の物理量との関係
マクロな物質の質量は同一物質で同温・同圧の条件下においては、経験的に体積におおよそ比例することが知られている。この性質から、特に温度や圧力による体積変化が少ない固体・液体において、物質ごとに定まる物理量としての密度が用いられる。
これより、均一物質を分けた場合、その体積比と質量比はおおよそ一致することとなる。この性質により、物質を根源となる粒子まで細かく分けていけば、その粒子の種類ごとに質量が定まり、その粒子の質量の総和が物質の質量となるという、いわゆる原子論の類の説が説得力を持つことになる。アヴォガドロの分子説の根幹である「同温・同圧の気体中には同数の分子が存在する」という主張も、体積と質量の比例関係から一定の説得力を得られるのである。これらの化学の発展に基づき、同一物質であれば質量に比例する物質量が定義されるに至った。
ニュートン力学においては、力と質量、加速度の関係を表す運動方程式、
{\displaystyle {\boldsymbol {F}}=m{\boldsymbol {a}}}
F：物体に働く合力、m：物体の質量、a：物体の加速度
が成り立つ。これは運動の第2法則
{\displaystyle {\boldsymbol {F}}={\frac {\mathrm {d} {\boldsymbol {p}}(t)}{\mathrm {d} t}}}
に運動量 p と質量 m および速度 v の関係
{\displaystyle {\boldsymbol {p}}(t)=m{\boldsymbol {v}}(t)}
を適用したものである。
特殊相対性理論においては、物体のエネルギーは
{\displaystyle {\frac {E}{c}}=m{\frac {d(ct)}{d\tau }}}
E：物体のエネルギー、c：光速、m：物体の静止質量、t：観測者の時刻、τ：固有時
で定義される。これを計算すると、
{\displaystyle E=mc^{2}{\frac {1}{\sqrt {1-\left({\frac {v}{c}}\right)^{2}}}}}
v：物体の速さ
が求められる。ここで v = 0 とすると、E = mc2 という有名な公式を導くことができる。これが「質量とエネルギーの等価性」を示しているのである。また、v/c が 1 より充分小さいとき、2 次のテイラー展開より、
{\displaystyle E\simeq mc^{2}+{\frac {1}{2}}mv^{2}}
が成り立つ。この右辺の第 2 項がニュートン力学における運動エネルギーに対応する。第 1 項は定数であるため、この定数分を引いたものを新たに系のエネルギーとして定義することができる。そのため、この結果は速度が充分小さい運動について非相対論的な理論と一致していることを示す。

### 単位表記
素粒子物理学では、素粒子の質量を静止エネルギー値(eV)を用いて eV/c2 という単位表記がなされる。これは、「静止エネルギーを光速2で除算する値」という一種の記法であり、「除算した値」ではないことに注意。例として、電子の静止エネルギーは 511 keV で、電子の静止質量は 511 keV/c2 と表される。